# Belgram
Belgram – polski herb szlachecki z nobilitacji.

## Opis herbu
W polu czerwonym, na pagórku zielonym, lew wspięty, koronowany, trzymający w prawej łapie dwie strzały w krzyż skośny. W klejnocie nad hełmem w koronie trzy pióra strusie, z których środkowe przebite strzałą w prawo.

## Historia herbu
Nadany w 1768 roku Danielowi Belgramowi.

## Herbowni
Belgram.